# 青木U平
青木 U平（あおき ゆーへい）は、日本の漫画家・漫画原作者。男性。東京都練馬区出身、石川県金沢市在住。

## 略歴
2006年、『週刊ヤングジャンプ』（集英社）11号に『ルチャガール』（青木祐平名義）がMANGAグランプリ（ヤングジャンプ月例賞）準優秀賞で掲載される。
2007年、『週刊ヤングジャンプ』増刊『マンタロー2007』（集英社）に『ワカナドロップ』（青木裕平名義）が掲載される。
2011年、『スーパージャンプ』（集英社）に『オトナ給食』が2011年14号ほか数度に渡り読切掲載される。
2013年、『週刊ヤングマガジン』（講談社）2013年第34号にて『フリンジマン』を連載開始。同作が青木の連載デビュー作である。
2014年、『月刊コミックフラッパー』（メディアファクトリー）2014年11月号にて『服なんて、どうでもいいと思ってた。』を連載開始。
2015年、『グランドジャンプ』（集英社）2015年3号にて『酒屋もん〜うまい日本酒はここにある〜』（原作：増田晶文）の作画を担当し、同作が読切掲載される。同年、ぐるなび情報サイト『みんなのごはん』（株式会社ぐるなび）にて『酩酊！怪獣酒場』を連載開始。同作は2017年に『酩酊！怪獣酒場　2nd』に移行し、青木の連載作品としては連載期間最長の作品となる。
2016年、『まんがライフSTORIA』（竹書房）vol.17にて『妹はメシマズ』を連載開始。
2018年、『くらげバンチ』（新潮社）にて『マンガに、編集って必要ですか?』を連載開始。
2019年、『月刊アフタヌーン』（講談社）3月号より連載開始の『ああっ就活の女神さまっ』にて原作（作画：よしづきくみち、協力：藤島康介）を担当。
2020年、『月刊ヒーローズ』（ヒーローズ）5月号より『獅子上司』を連載開始。
2021年、『ビッグコミックオリジナル』（小学館）3号より『ミワさんなりすます』を連載開始。
2022年、『PASH UP!』（主婦と生活社）にて4月24日より『あ、安部礼司です。』を連載開始。

## 人物
小学生のころから絵を描き、小学校3年生のころから漫画家になりたいと考えはじめ、小学校6年生のころに『コミックボンボン』にショートの漫画や似顔絵をよく載せてもらえたため、イケると思って漫画家を目指したと言い、デビューまではそこから25年ほど掛かったと述懐しており、人と接することが苦手だからこの仕事を選んだとも述べている。
映画好きであり、自身初の連載作『フリンジマン』と『服なんて、どうでもいいと思ってた。』は自身の好きな映画である『ハングオーバー!シリーズ』の要素を取り入れており、『フリンジマン』のあるシーンの演出では『スピード』と『サブウェイ123 激突』を参考にしている。髪質は天然パーマであると述べている。

## 作品リスト

### 連載
- フリンジマン（『週刊ヤングマガジン』2013年第34号 - 2014年第22・23合併号）
- 服なんて、どうでもいいと思ってた。（『月刊コミックフラッパー』2014年11月号 - 2016年1月号）
- 酩酊！怪獣酒場（『みんなのごはん』2015年4月10日 - 2017年2月24日）
  - 酩酊！怪獣酒場 2nd（『みんなのごはん』2017年4月1日 - 2019年3月7日）
- 妹はメシマズ（『まんがライフSTORIA』vol.17 - vol.31）
- マンガに、編集って必要ですか？（『くらげバンチ』2018年10月26日 - 2019年12月6日）
- ああっ就活の女神さまっ（作画：よしづきくみち、協力：藤島康介、『月刊アフタヌーン』2019年3月号 - 2021年12月号） - 原作担当。
- 獅子上司（『月刊ヒーローズ』→『コミプレ』2020年5月号 - 2021年4月30日）
- ミワさんなりすます（『ビッグコミックオリジナル』2021年3号 - ）
- あ、安部礼司です。（2022年4月24日 - 2024年2月25日）

### 読み切り
- ルチャガール（『週刊ヤングジャンプ』2006年11号）
- ワカナドロップ（『週刊ヤングジャンプ増刊マンタロー2007』）
- オトナ給食（『スーパージャンプ』） - 不定期読切。
- 酒屋もん〜うまい日本酒はここにある〜（原作：増田晶文、『グランドジャンプ』2015年3号）

### 書籍
- 『フリンジマン』、講談社〈ヤンマガKC〉2013年 - 2014年、全4巻
- 『服なんて、どうでもいいと思ってた。』、メディアファクトリー〈MFコミックス フラッパーシリーズ〉2015年、全3巻
- 『酩酊！怪獣酒場』、ヒーローズ〈HCヒーローズコミックス〉2015年 - 2017年、全4巻
- 『酩酊！怪獣酒場 2nd』、ヒーローズ〈HCヒーローズコミックス〉2017年 - 2019年、全4巻
- 『妹はメシマズ』、竹書房〈バンブーコミックス〉2017年 - 2018年、全3巻
- 『マンガに、編集って必要ですか？』、新潮社〈BUNCH COMICS〉2019年 - 2020年、全3巻
- 『ああっ就活の女神さまっ』、作画：よしづきくみち、協力：藤島康介、講談社〈アフタヌーンKC〉2019年 - 2022年、全5巻
- 『オトナ給食〜青木U平短編集〜』ナンバーナイン、2019年発行、電子書籍
- 『獅子上司』、ヒーローズ〈HCヒーローズコミックス〉2020年 - 2021年、全2巻
- 『ミワさんなりすます』、小学館〈ビッグコミックススペシャル〉2021年 - 、既刊13巻（2025年5月30日現在）
- 『あ、安部礼司です。』、主婦と生活社〈Comic PASH! PC BEYOND〉2023年 - 2024年、全3巻

## 関連人物
木多康昭
2002年ごろ、『平成義民伝説 代表人』執筆時にアシスタントを務めていた。当時は青木裕平名義。
玉越博幸
長年アシスタントを務め、影響を受けた漫画家・師匠として名を挙げている。